# 宝岛钟螺
宝岛钟螺（学名：Gibbula taiwanensis），是原始腹足目钟螺科Gibbula属的一种。主要分布于台湾，常栖息在沙质海底。